# 라이프 센텐스
《라이프 센텐스》(영어: Life Sentence)는 2018년에 방영된 미국의 코미디 드라마이다.